# David DeLuise
David Dominick DeLuise (Los Angeles, 11 de novembro de 1971) é um ator americano. Ganhou notoriedade por interpretar o personagem Jerry Russo na série Os Feiticeiros de Waverly Place.

## Biografia
É o filho mais novo do ator e comediante Dom DeLuise e da atriz Carol Arthur.

## Trabalhos
| Ano       | Filme/Série                                  | Personagem                    | Notas                                                                      |
| --------- | -------------------------------------------- | ----------------------------- | -------------------------------------------------------------------------- |
| 1979      | Hot Stuff                                    | David Fortunato               |                                                                            |
| 1983      | Happy                                        | Rogie                         |                                                                            |
| 1990      | 21 Jump Street                               | Stevenson                     | Episode: Number One with a Bullet                                          |
| 1991      | Hunter                                       | Randy Morton                  | Episode: All That Glitters                                                 |
| 1991      | Driving Me Crazy                             | Stanley                       |                                                                            |
| 1991      | Seeds of Tragedy                             | Customer                      |                                                                            |
| 1993      | The Liars' Club                              | Joey Mattews                  |                                                                            |
| 1993      | Robin Hood: Men in Tights                    | Villager                      |                                                                            |
| 1993      | Saved by the Bell: The College Years         | Tony                          | Episode: The Poker Game                                                    |
| 1993      | Lois & Clark: The New Adventures of Superman | Toaster #2                    | Episode: I've Got a Crush on You                                           |
| 1994      | Blossom                                      | Randy                         | Episode: A Little Help from My Friends                                     |
| 1994      | The Silence of the Hams                      | Policeman #1                  |                                                                            |
| 1994      | SeaQuest 2032                                | Manager                       | Episode: Vapors                                                            |
| 1995      | Ellen                                        | Robber in Hat                 | Episode: Guns 'N Ellen                                                     |
| 1995      | Pig Sty                                      | Cal's Friend                  | Episode: Party!!!                                                          |
| 1995      | Kicking and Screaming                        | Bouncer                       |                                                                            |
| 1995      | Dracula: Dead and Loving It                  | Intern                        |                                                                            |
| 1996      | Buddies                                      | Tom                           | Episode: John, I've Been Thinking                                          |
| 1996      | Where Truth Lies                             | Policeman #1                  |                                                                            |
| 1997      | Home Improvement                             | Dennis Turner                 | Episode: Communication Breakdown                                           |
| 1997      | The Single Guy                               | Booth Guy                     | Episode: Grandfather Clause                                                |
| 1998      | Hairshirt                                    | Peter Angelo                  |                                                                            |
| 1998      | The Godson                                   | Gaffer                        |                                                                            |
| 1998-1999 | Jesse                                        | Darren Warner                 | Recurring                                                                  |
| 1999      | Good vs Evil                                 | Roland                        | Episode: To Be or Not to Be Evil                                           |
| 1999      | Dirt Merchant                                | Sly                           |                                                                            |
| 1999-2000 | Roughnecks: The Starship Troopers Chronicles | Sgt. Francis Brutto           | Recurring                                                                  |
| 2000      | Zoe                                          | Todd Lamber                   | Episode: The Feud                                                          |
| 2000      | V.I.P.                                       | Alvin                         | Episode: Lights, Camera, Val                                               |
| 2000      | Terror Tract                                 | Allen Doyle                   |                                                                            |
| 1996-2001 | 3rd Rock from the Sun                        | Bug Pollone                   | Recurring                                                                  |
| 2001      | Heavy Gear: The Animated Series              | Dirx                          |                                                                            |
| 2001      | Grounded for Life                            | Father Tim                    | Episode: Devil with A Plaid Skirt                                          |
| 2001      | Max Steel                                    | (voice)                       | Episode: Swashbuckers                                                      |
| 2001      | Ladies and the Champ                         | Darold Boyarsky               |                                                                            |
| 2001      | Dr. Dolittle 2                               | School Fish #2 (voice)        |                                                                            |
| 2001      | CSI: Crime Scene Investigation               | Cliff Renteria                | Episode: Scuba Doobie-Doo                                                  |
| 2002      | Rockboy                                      | Chadd Nessbaum                | Short Film                                                                 |
| 2002      | Buying the Cow                               | Fratguy                       |                                                                            |
| 2003      | Between the Sheets                           | Director                      |                                                                            |
| 2003      | Art of Revenge                               | Benjamin Bloom                |                                                                            |
| 2003      | Bachelor Man                                 | Ted David                     |                                                                            |
| 2003      | She Spies                                    | The Jeff                      | Episode: Learning to Fly                                                   |
| 2003      | Spider-Man                                   | Jack / Mack                   | Episode: Flash Memory                                                      |
| 2004      | Gilmore Girls                                | T.J.'s Brother                | Episode: Luke Can See Her Face Episode: Last Week Fights, This Week Tights |
| 2004      | Good Girls Don't                             | Tim                           | Episode: Oh, Brother                                                       |
| 2004      | Las Vegas                                    | Tom                           | Episode: Have You Ever Seen the Rain?                                      |
| 2005      | Play Dates                                   | Billy                         |                                                                            |
| 2005      | Untitled Oakley & Weinstein Project          |                               |                                                                            |
| 2004-2005 | Stargate SG-1                                | Pete Shanahan                 | Recurring                                                                  |
| 2005      | CSI: NY                                      | Lance Moretti                 | Episode: Til Death Do We Part                                              |
| 2004-2005 | Megas XLR                                    | Coop / Evil Coop / Sports Fan | Main Voice                                                                 |
| 2005      | Blind Justice                                | Detective Jason Strode        | Episode: Under the Gun                                                     |
| 2005      | ER                                           | Brad Anderson                 | Episode: Blame It on the Rain                                              |
| 2005      | Yes, Dear                                    | Dan                           | Episode: Jimmy the Teacher                                                 |
| 2006      | CSI: Miami                                   | Paul Sanders                  | Episode: The Score                                                         |
| 2006      | Dark Mind                                    | Detective Kopf                |                                                                            |
| 2006      | Jam                                          | Jerry                         |                                                                            |
| 2006      | Where There's a Will                         | Willy                         |                                                                            |
| 2006      | Monk                                         | Larry Cutler                  | Episode: Mr. Monk and the Garbage Strike                                   |
| 2006      | Mojave Phone Booth                           | Michael                       |                                                                            |
| 2007      | Route 30                                     | Original Bill                 |                                                                            |
| 2007      | Without a Trace                              | Alex Brown                    | Episode: Desert Springs                                                    |
| 2007      | Who's Your Monkey?                           | Hutto                         |                                                                            |
| 2007      | Bones                                        | Santa Jeff Mantell            | Episode: The Santa in the Slush                                            |
| 2008      | Dear Me                                      | Bass Vanders                  |                                                                            |
| 2008      | Bundy: An American Icon                      | Detective Jennings            |                                                                            |
| 2008      | Mostly Ghostly                               | John Doyle                    |                                                                            |
| 2008      | A Christmas Proposal                         | Andy                          |                                                                            |
| 2009      | FusionFall                                   | Coop (voice)                  | Video game                                                                 |
| 2009      | Wizards of Waverly Place: The Movie          | Jerry Russo                   |                                                                            |
| 2009      | Wizards on Deck with Hannah Montana          | Jerry Russo                   |                                                                            |
| 2009      | RoboDoc                                      | Dr. Bonacasa                  |                                                                            |
| 2009      | Prep & Landing                               | Dancer (voice)                | TV short                                                                   |
| 2010      | Vampires Suck                                | Fisherman Scully              |                                                                            |
| 2011      | Ira Finkelstein's Christmas                  | Max Finkelstein               |                                                                            |
| 2011      | Svetlana                                     |                               | Episode #2.4                                                               |
| 2011      | American Decaf                               | David                         |                                                                            |
| 2012      | Hot in Cleveland                             | Jake                          | Episode: How Did You Guys Meet, Anyway?                                    |
| 2007-2012 | Wizards of Waverly Place                     | Jerry Russo                   | Main Cast                                                                  |
| 2012      | The Mentalist                                | Mr. Loveland                  | Episode: Something Rotten in Redmund                                       |
| 2012      | Last Call                                    | Mike                          |                                                                            |
| 2012      | Grey's Anatomy                               | Charlie Connor                | Episode: Let the Bad Times Roll                                            |
| 2012      | Rizzoli & Isles                              | Dominick Bianchi              | Episode: Crazy For You                                                     |
| 2024      | Os Feiticeiros Além de Waverly Place         | Jerry Russo                   | Participação especial                                                      |